# Francisco Moreira
Francisco Moreira (29 aprile 1915 – 2 novembre 1991) è stato un calciatore portoghese, di ruolo centrocampista.

## Carriera

### Nazionale
Ha collezionato 7 con la maglia della Nazionale.

## Statistiche

### Presenze e reti in Nazionale
| Cronologia completa delle presenze e delle reti in nazionale ― Portogallo | Cronologia completa delle presenze e delle reti in nazionale ― Portogallo | Cronologia completa delle presenze e delle reti in nazionale ― Portogallo | Cronologia completa delle presenze e delle reti in nazionale ― Portogallo | Cronologia completa delle presenze e delle reti in nazionale ― Portogallo | Cronologia completa delle presenze e delle reti in nazionale ― Portogallo | Cronologia completa delle presenze e delle reti in nazionale ― Portogallo | Cronologia completa delle presenze e delle reti in nazionale ― Portogallo |
| Data                                                                      | Città                                                                     | In casa                                                                   | Risultato                                                                 | Ospiti                                                                    | Competizione                                                              | Reti                                                                      | Note                                                                      |
| ------------------------------------------------------------------------- | ------------------------------------------------------------------------- | ------------------------------------------------------------------------- | ------------------------------------------------------------------------- | ------------------------------------------------------------------------- | ------------------------------------------------------------------------- | ------------------------------------------------------------------------- | ------------------------------------------------------------------------- |
| 06-05-1945                                                                | La Coruña                                                                 | Spagna                                                                    | 4 – 2                                                                     | Portogallo                                                                | Amichevole                                                                | -                                                                         |                                                                           |
| 05-01-1947                                                                | Lisbona                                                                   | Portogallo                                                                | 2 – 2                                                                     | Svizzera                                                                  | Amichevole                                                                | 1                                                                         |                                                                           |
| 26-01-1947                                                                | Oeiras                                                                    | Portogallo                                                                | 4 – 1                                                                     | Spagna                                                                    | Amichevole                                                                | -                                                                         |                                                                           |
| 04-05-1947                                                                | Dublino                                                                   | Irlanda                                                                   | 0 – 2                                                                     | Portogallo                                                                | Amichevole                                                                | -                                                                         |                                                                           |
| 25-05-1947                                                                | Oeiras                                                                    | Portogallo                                                                | 0 – 10                                                                    | Inghilterra                                                               | Amichevole                                                                | -                                                                         |                                                                           |
| 23-11-1947                                                                | Oeiras                                                                    | Portogallo                                                                | 2 – 4                                                                     | Francia                                                                   | Amichevole                                                                | -                                                                         |                                                                           |
| 21-03-1948                                                                | Madrid                                                                    | Spagna                                                                    | 2 – 0                                                                     | Portogallo                                                                | Amichevole                                                                | -                                                                         |                                                                           |
| Totale                                                                    |                                                                           | Presenze                                                                  | 7                                                                         |                                                                           | Reti                                                                      | 1                                                                         |                                                                           |